# Маленькая мисс Маркер
«Маленькая мисс Маркер» — мелодраматический фильм Уолтера Бернстайна, римейк одноимённой ленты 1934 года с участием Адольфа Менжу и Ширли Темпл.

## Сюжет
Неудачливый, но крайне азартный игрок на ставках задолжал букмекеру Джонсу по кличке Грустный (что очень точно отражало его настроение и выражение лица) крупную сумму денег. Исчерпав все возможные сроки возвращения долга, он не находит ничего лучше, чем оставить в залог… свою 6-летнюю дочурку. Проиграв все, несчастный отец кончает с собой. А Джонс тем временем всё больше сближается с девочкой, попутно поправляя свою печально складывавшуюся личную жизнь.

## В ролях
- Уолтер Маттау — Джонс
- Сара Стимсон — девочка
- Джули Эндрюс — Аманда
- Тони Кёртис — Блэки
- Боб Ньюхарт — Реджрет
- Брайан Деннехи — Херби
- Ли Грант — судья
- Эндрю Рубин — Картер, отец девочки
- Недра Волц — миссис Клэнси
- Кеннет МакМиллан — Бранниган

## Награды и номинации
За роль в этом фильме Сара Стимсон была номинирована на награду «Молодой актёр», но уступила победу Дайан Лейн. В дальнейшем Сара в кино не снималась.